# Kroatië op de Paralympische Winterspelen 2014
Kroatië is een van de landen die deelneemt aan de Paralympische Winterspelen 2014 in Sotsji, Rusland.

## Deelnemers en resultaten
(m) = mannen, (v) = vrouwen 

### Alpineskiën
| Paralympiër                       | Onderdeel                         | Resultaat | Prestatie         |
| --------------------------------- | --------------------------------- | --------- | ----------------- |
| Damir Mizdrak Gids: Luka Debeljak | Slalom, visueel beperkt (m)       | 11e       | 2:44,86           |
| Damir Mizdrak Gids: Luka Debeljak | Reuzenslalom, visueel beperkt (m) | 14e       | 3:42.20           |
| Dino Sokolovic                    | Super G, zittend (m)              | DSQ       | Gediskwalificeerd |
| Dino Sokolovic                    | Slalom, zittend (m)               | DNF       | Niet gefinisht    |
| Dino Sokolovic                    | Supercombinatie, zittend (m)      | DNF       | Niet gefinisht    |
| Dino Sokolovic                    | Reuzenslalom, zittend (m)         | 12e       | 2:43.03           |